# Brooks Jensen
Ben Buchanan (Ranburne, 21 agosto 2001) è un wrestler statunitense sotto contratto con la WWE.
In carriera ha detenuto una volta l'NXT UK Tag Team Championship con Josh Briggs.

## Biografia
Figlio dell'ex wrestler Bull Buchanan, si diplomò presso la Ranburne High School, per poi diventare un wrestler amatoriale in Alabama e Georgia.

## Carriera
Buchanan debuttò nel mondo del wrestling il 2 marzo 2019, combattendo in diverse federazioni indipendenti in Alabama e Georgia vincendo diversi titoli tra il 2020 e il 2021.

### WWE (2021–presente)

#### NXT(2021–presente)
Il 30 agosto 2021 la WWE annunciò di aver messo sotto contratto Buchanan, mandandolo al Performance Center per farlo allenare il 7 ottobre dello stesso anno. Il debutto di Buchanan come Brooks Jensen avvenne nella speciale NXT 2.0 del 14 settembre, dove formò con Josh Briggs un tag team e i due vennero sconfitti al loro debutto dall'Imperium (Fabian Aichner e Marcel Barthel). Nella puntata di NXT 2.0 del 5 ottobre Briggs e Jensen parteciparono ad un Fatal 4-Way Tag Team Elimination match per l'NXT Tag Team Championship che comprendeva anche i campioni, gli MSK, Carmelo Hayes e Trick Williams e i Grizzled Young Veterans ma vennero eliminati per ultimi dai campioni. Nella puntata di NXT 2.0 del 18 gennaio Briggs e Jensen presero parte al torneo del Dusty Rhodes Tag Team Classic ma vennero eliminati dai Creed Brothers nei quarti di finale. Nella puntata di NXT 2.0 del 12 aprile Briggs e Jensen presero parte ad un Gauntlet match per il vacante NXT Tag Team Championship ma vennero eliminati dai Creed Brothers. Nella puntata di NXT UK del 22 giugno (in onda il 23 giugno) Jensen e Briggs vinsero il vacante NXT UK Tag Team Championship per la prima volta in un Fatal 4-Way Tag Team match che comprendeva anche Dave Mastiff e Jack Starz, Mark Andrews e Wild Boar e Rohan Raja e Teoman. Nella puntata di NXT 2.0 del 19 luglio Briggs e Jensen mantennero le cinture contro i Pretty Deadly. Nella puntata di NXT UK andata in onda il 28 luglio Briggs e Jensen mantennero i titoli contro Mark Andrews e Wild Boar. Il 4 settembre, a NXT Worlds Collide, Briggs e Jensen persero i titoli di coppia a favore dei Pretty Deadly in un Fatal 4-Way Tag Team Elimination match che comprendeva anche i Creed Brothers e il Gallus (Mark Coffey e Wolfgang) in cui era in palio anche l'NXT Tag Team Championship dei Creed Brothers; Briggs e Jensen persero le cinture dopo 74 giorni di regno e vennero eliminati per primi dal Gallus. Nella puntata di NXT del 20 dicembre Briggs e Jensen affrontarono il New Day (Kofi Kingston e Xavier Woods) per l'NXT Tag Team Championship ma vennero sconfitti.
Nella puntata di NXT del 12 marzo affrontò Oba Femi per l'NXT North American Championship ma venne pesantemente sconfitto.

## Titoli e riconoscimenti
- Anarchy Wrestling
  - Anarchy Tag Team Championship (1) – con Griff Garrison

- Southern Fried Championship Wrestling
  - SFCW Tag Team Championship (1) – con Bull Pain

- Victory Championship Wrestling
  - VCW Heavyweight Championship (1)

- WWE
  - NXT UK Tag Team Championship (1) – con Josh Briggs